# Rodolfo Neri Vela
Rodolfo Neri Vela (Chilpancingo, 19 februari 1952) is een Mexicaans voormalig ruimtevaarder. In 1985 werd hij de eerste Mexicaan in de ruimte. 
Neri Vela’s eerste en enige ruimtevlucht was STS-61-B met de spaceshuttle Atlantis en vond plaats op 26 november 1985. Tijdens deze vlucht werden drie communicatiesatellieten in een baan rond de aarde gebracht. Hij studeerde aan de Nationale Autonome Universiteit van Mexico, de Universiteit van Essex en de Universiteit van Birmingham.